# Reichsgau Tirol-Vorarlberg
De Reichsgau Tirol-Vorarlberg (Nederlands: Rijksgouw Vorarlberg-Noord-Tirol) was een van de rijksgouwen in het Duitse Rijk. In april 1939 werd het opgericht, kort na de Anschluss in het Duitse Rijk. Volgens het Ostmarkgesetz bestond de rijksgouw van 1939 tot 1945.
In 1939 werd de Ostmark in zeven rijksgouwen (Reichsgaue) opgedeeld. Vanaf 1942 als Alpen- en Donau-Rijksgouw, om elke verwijzing naar het voormalige Oostenrijk te verwijderen.

## Geschiedenis
In 1928 had de Oostenrijkse NSDAP een Parteigau Tirol-Vorarlberg, en vanaf 1932 wederom weer Parteigau Tirol-Vorarlberg. Van 1928 tot 1932 vormden Tirol en Vorarlberg samen met Salzburg de Westgau  (Westgouw). In 1932 werd Franz Hofer uit Innsbruck benoemd tot gouwleider van de NSDAP in Tirol. Hij bleef tijdens het partijverbod in 1933 aan, en werd in 1935 vervangen door tot Edmund Christoph.
Op 13 maart 1938 kwamen de nationaalsocialisten aan de macht in Oostenrijk, maar Christoph werd als zwak beschouwd. Op 24 mei 1938 was Hofer weer Gouwleider in de NSDAP-Parteigau Tirol-Vorarlberg, met zijn kantoor in het Neues Landhaus in Innsbruck. Hofer was ondergeschikt aan de NSDAP-Reichsleitung  (vrije vertaling: NSDAP-Rijksleiding) in München (en niet in Wenen).
De staatspresident in plaats van de Landeshauptmann was Hans-Reinhard Koch. Op 1 september 1940 werd Hofer benoemd tot Reichsstatthalter  (Rijksstadhouder) van Tirol-Vorarlberg. En bleef in functie tot 1945.
De plaatsvervangende Gouwleider was in 1938 Edmund Christoph, en vanaf maart 1939 tot 1945 Herbert Parson.
Aan het einde van de Tweede Wereldoorlog werd Tirol-Vorarlberg onderdeel van de Franse bezettingszone in Oostenrijk.

## Bestuurlijke eenheden
Dit waren de bestuurlijke indelingen van de gouw: 
- Stadt- und Landkreis Innsbruck
- Landkreis Imst
- Landkreis Kitzbühel
- Landkreis Kufstein
- Landkreis Landeck
- Landkreis Reutte
- Landkreis Schwaz

## Ambtsbekleders
De volgende personen behoorden tot de gouwleiding:
- Gauleiter: Franz Hofer (1938-1945)
- Gauleiterstellvertreter: Dipl.-Ing. Herbert Parson
- Gauorganisationamt: Curt Braunsdorff
- Gauschatzamt: Hermann Neuer
- Gaupropagandaamt: Karl Margreiter
- Gauschulungsamt: Dr. Frits Mang
- Gaupersonalamt: Hans Hanak
- Gaufpresseamt: Franz Pisecky
- Deutsche Arbeidsfront: Vinzenz Gieselbrecht
- Amt für Volkswohlfahrt: Hugo Elsensohn
- Amt für Agrarpolitik: Dipl.-Ing. Fritz Lantschner
- Amt für Kriegsopfer: Hanns Dietrich
- Amt für Volksgesundheit: Dr. Josef Malfatti
- Amt für Kommunalpolitik: Oberbürgermeister Dr. Egon Denz
- Amt für Beamte: Dr. Karl Stettner
- Amt für Technik: Ing. Hans Sporn
- Amt für Erzieher: Josef Prantl
- Gaurechtsamt: Dr. Theodor Ulm
- Gauwirtschaftsamt: Dr. Georg Bilgeri
- Gauinspekteur für Tirol und Vorarlberg: Klaas Mahnert
- Vorsitzender des Gaugerichtes: Dr. Rudolf Hampl
- Amt für Rassenpolitik: Dr. Theodor Seeger
- Gaufrauenschaftsleiterin: M. d. L. b. Seidel
- Gaudozentenführer: Prof. Dr. Ernst Foradori
- Gaustudentenführer: Dr. Klaus Dreiseitl
- Ehren- und Disziplinargericht der DAF: Max Moser
- Der Beauftrage des Reichsschutzmeisters in Revisionsangelegenheiten für den Gau T. V.: Georg Fahres